# Jichak Šamir
Jichak Šamir (hebr.: יִצְחָק שָׁמִיר), rođen kao Icchak Jaziernicki (Różana, 15. listopada 1915. – Tel Aviv, 30. lipnja 2012.), bio je izraelski političar iz stranke Likud.

## Rani život i obrazovanje
Jichak Šamir je rođen u Różani, Poljska (danas Bjelorusija) kao Icchak Jaziernicki. Kasnije si je promijenio ime u Šamir, što na hebrejskom znači čičak i kremen. Studirao je pravo u Varšavi do 1935. kad se preselio u Palestinu da pohađa Hebrejsko Sveučilište.

## Vojni angažman
Odustao je od sveučilišta 1937. i pridružio se podzemnoj grupi Židova koja se zvala Irgun Zvai Leumi. Ona se borila protiv tadašnje britanske vlasti nad Palestinom i Palestinskim Arapima. Nekoliko godina kasnije, pridružio se radikalnijoj skupini Lohame Herut Yisrael (Izraelski borci za slobodu, Lehi). Nakon osnutka Izraelske države, Šamir je radio za Mossad i 1948. je bio jedan od odgovornih za ubojstvo UN-posrednika Folka Bernadottea.

## Politička karijera
Prvi put je izglasan u Knesset 1973. godine. Obnašao je dužnost izraelskog premijera od  1983. do 1984. i od 1986. do 1992. Kao premijer, većinom je nastavio uspostavljenu politiku Izraela (npr., podržavao je židovska naselja u Zapadnoj obali i Pojasu Gazi, teritorijima koja je Izrael okupirao 1967.). Naslijedio je Menahem Begina 1983., nakon njegove ostavke (također ga je i zamijenio na mjestu vođe Likudskog bloka). Bio je ministar vanjskih poslova Izraela od 1980.
U izraelskim parlamentarnim izborima u srpnju 1984., nijedna stranka nije osvojila većinu. Kasnije su Likudski blok i Radnička stranka oformile ujedinjenu vladu, koja je trajala 50 mjeseci. U sklopu zajedničkog dogovora, Šimon Peres, vođa Radničke stranke, je obnašao ulogu premijera (predsjednika vlade), a Šamir je obnašao ulogu potpredsjednika i ministra vanjskih poslova. Takav raspored je bio predviđen za prva 25 mjeseca vlade, a onda su se ostalih 25 uloge zamijenile (listopad 1986.). Na idućim izborima, ponovilo se to da nijedna stranka nije dobila većinu pa je sklopljena nova koalicija u kojoj je Šamir ostao premijer.

##### Neredi u okupiranim teritorijima
Krajem 1980-ih, protesti protiv izraelske vlade od strane Palestinaca u okupiranim područjima su kulminirali nasiljem. Nekoliko stotina Palestinaca i manji broj Izraelaca je ubijen. Šamir je odbio napraviti kompromis oko mirovnih dogovora sa teritorijima i zbog toga, Radnička stranka je napustila koaliciju i vlada je pala. Nekoliko mjeseci kasnije, Likudski blok je formirao novu koaliciju sa nekolicinom malih konzervativnih stranki u kojoj je Šamir ostao predsjednik vlade.
Nakon toga, 1992. je na novim izborima pobijedila Radnička stranka i Šamir je zamijenjen Jichakom Rabinom. Dao je ostavku na čelu Likudskog bloka 1993. i 1999. je napustio Likud i pridružio se desničarskoj stranci Herut.